# 益田洋介
益田 洋介（ますだ ようすけ、1946年4月27日 - 2011年2月15日）は、日本の政治家。新進党や公明党に所属し、参議院議員（1期）を務めた。

## 経歴
1946年4月27日生まれ。東京都中野区出身。早稲田大学高等学院を経て、早稲田大学理工学部土木科卒業後、熊谷組に入社。エンジニアを経てイギリスへ渡り、ロンドン大学へ留学する。現地の司法試験に合格し、日本人初の法廷弁護士（バリスター）になる。その後開業するとともにロンドン熊谷組を設立し、1991年帰国。熊谷組副理事に就任するが、翌年退任。
その後、作家活動を展開。潮出版社よりロンドン時代の経験を基にしたエッセー、「オペラ座の快人たち」を執筆し、潮新人賞を受賞。このほか、手毬唄等の小説を執筆・発表。
1995年の参院選に比例区に新進党から立候補して当選。新進党解党後は公明に加わり、1998年11月に新公明党結成に参加した。2001年に引退した。
2011年2月15日死去。64歳没。